# Kyselina fosfoenolpyrohroznová
Kyselina fosfoenolpyrohroznová je karboxylová kyselina, enol kyseliny pyrohroznové s navázanou fosfátovou skupinou; její anion se označuje jako fosfoenolpyruvát (zkráceně PEP) a je důležitým meziproduktem v biochemii. Má nejvyšší energii fosfátové vazby ze všech známých biomolekul (−61,9 kJ/mol), a je součástí glykolýzy a glukoneogeneze. V rostlinách se také zapojuje do biosyntéz řady aromatických sloučenin a do fixace uhlíku; u bakterií slouží jako zdroj energie pro fosfotransferázový systém.

## V glykolýze
PEP vzniká působením enzymu enolázy na kyselinu 2-fosfoglycerovou. Metabolizací PEP na kyselinu pyrohroznovou pomocí pyruvátkinázy vzniká adenosintrifosfát (ATP). ATP slouží jako jeden z hlavních zdrojů energie v buňkách.
| 2-fosfo-D-glycerát | Enoláza | Enoláza | fosfoenolpyruvát | Pyruvátkináza | Pyruvátkináza | pyruvát |
|                    |         |         |                  |               |               |         |
|                    | H2O     | ADP     | ATP              |               |               |         |
|                    |         |         |                  |               |               |         |
|                    | H2O     |         |                  |               |               |         |
|                    |         |         |                  |               |               |         |

## V glukoneogenezi
Při glukoneogenezi se PEP vytváří dekarboxylací oxalacetátu za hydrolýzy jedné molekuly guanosintrifosfátu; enzymem katalyzujícím tuto přeměnu je fosfoenolpyruvátkarboxykináza (PEPCK). Jedná se o krok určující rychlost.
GTP + oxalacetát → GDP + fosfoenolpyruvát + CO2

## U rostlin
PEP se účastní syntézy chorismátu v rámci šikimátové dráhy.
Chorismát se poté může přeměnit na aromatické aminokyseliny (fenylalanin, tryptofan, tyrosin) a jiné aromatické sloučeniny.
Prvním krokem je reakce fosfoenolpyruvátu s erythróza-4-fosfátem na 3-deoxy-D-arabino-2-heptulózonová kyselina 7-fosfát, katalyzovaná DAHP syntázou.

Biosyntéza DAHP z fosfoenolpyruvátu a erythróza-4-fosfátu

U C4 rostlin je PEP substrátem při fixaci uhlíku. Rovnice příslušné reakce, katalyzované fosfoenolpyruvátkarboxylázou, je:
PEP + HCO -
3  → oxalacetát